# Lumbo

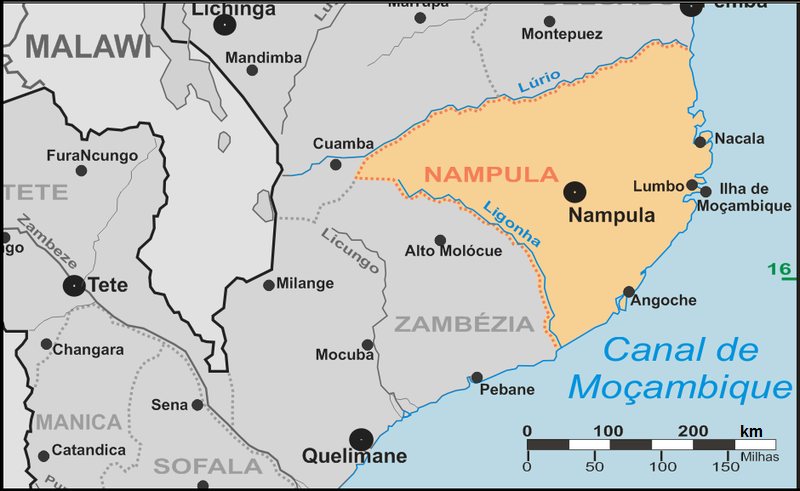
Um mapa da província de Nampula mostrando Lumbo na costa.

Lumbo é um porto na costa nordeste do Oceano Índico de Moçambique. Faz parte do distrito da ilha de Moçambique na província de Nampula. 
Era servido por uma filial da principal linha norte do sistema ferroviário nacional de Moçambique, que também serve o maior porto de Nacala, ao norte. É também o lar do aeroporto de Lumbo. 
A ponte da ilha de Moçambique conecta Lumbo à ilha de Moçambique.